# Pyrronisme
Het pyrronisme of pyrronistisch scepticisme is een sceptische filosofische school opgericht door Aenesidemus in de 1e eeuw v.Chr. en beschreven door Sextus Empiricus in de late 2e of vroege 3e eeuw n.Chr. De school was vernoemd naar Pyrrho van Elis, een filosoof die leefde van circa 360 tot circa 270 v.Chr., hoewel de relatie van de filosofie van de school met die van de filosoof onduidelijk is. Pyrronisme is de laatste paar eeuwen invloedrijk geworden met het ontstaan van het moderne wetenschappelijke wereldbeeld.
Terwijl "academisch" scepticisme, met als beroemdste aanhanger Carneades, stelt: “Niets kan men zeker weten, zelfs dit niet”, blijven de pyrronistische sceptici in een staat van ononderbroken twijfel aan en zoektocht naar de waarheid en distantiëren zij zich van onbewezen stellingen. Volgens hen is zelfs de stelling dat niets gekend kan worden dogmatisch. 
Pyrronistisch scepticisme is vergelijkbaar met de vorm van scepticisme bekend als zeteticisme, aangehangen door Marcello Truzzi.